# Guldbaggegalan 2022
Guldbaggegalan 2022 var den 57:e upplagan av Guldbaggegalan. Galan hölls på Cirkus i Stockholm och direktsändes den 24 januari 2022 på SVT1 och SVT Play. Programledare för galan var Gina Dirawi.
Den svensk-costaricanska samproduktionen Clara Sola blev kvällens stora vinnare, efter att ha tagit hand om total fem guldbaggar – inklusive för film, regi och manus. De sinsemellan mycket olika Sagan om Karl-Bertil Jonssons julafton och Pleasure fick tre priser var, där den första tilldelades för Bästa manliga huvudroll (veteranen Jonas Karlsson) och den sistnämnda för Bästa kvinnliga dito (filmdebutanten Sofia Kappel). 
Den svenska storproduktionen Utvandrarna var sjufaldigt nominerad men fick nöja sig med pris för Bästa visuella effekter. Sveriges Oscarsbidrag Tigrar, med fem nomineringar, blev helt utan guldbagge.

## Nominerade och vinnare
Nomineringarna offentliggjordes 16 december 2021. Vinnarna anges i fetstil.
| Bästa film - Clara Sola – Nima Yousefi - Pleasure – Erik Hemmendorff, Eliza Jones och Markus Waltå - Tigrar – Piodor Gustafsson - Utvandrarna – Fredrik Wikström Nicastro - Världens vackraste pojke – Stina Gardell | Bästa regi - Nathalie Álvarez Mesén – Clara Sola - Gorki Glaser-Müller – Children of the Enemy - Ronnie Sandahl – Tigrar - Ninja Thyberg – Pleasure                                     |
| Bästa kvinnliga huvudroll - Sofia Kappel – Pleasure - Lisa Carlehed – Utvandrarna - Wendy Chinchilla Araya – Clara Sola - Cecilia Milocco – Knackningar                                                              | Bästa manliga huvudroll - Jonas Karlsson – Sagan om Karl-Bertil Jonssons julafton - Mustapha Aarab – Vinterviken - Erik Enge – Tigrar - Gustaf Skarsgård – Utvandrarna                  |
| Bästa kvinnliga biroll - Jennie Silfverhjelm – Sagan om Karl-Bertil Jonssons julafton - Sofia Helin – Utvandrarna - Liv Mjönes – Tigrar - Carla Sehn – Sagan om Karl-Bertil Jonssons julafton                        | Bästa manliga biroll - Jonay Pineda Skallak – Vinterviken - Filip Berg – Sagan om Karl-Bertil Jonssons julafton - Daniel Castañeda Rincón – Clara Sola - Magnus Krepper – Vinterviken   |
| Bästa manus - Clara Sola – Nathalie Álvarez Mesén och Maria Camila Arias - Suedi – Manuel Concha - Sabaya – Hogir Hirori - Apstjärnan – Janne Vierth                                                                 | Bästa foto - Clara Sola – Sophie Winqvist Loggins - Kören – en film om Tensta Gospel Choir – Ellino Hallin - Tigrar – Marek Septimus Wieser                                             |
| Bästa klippning - Världens vackraste pojke – Hanna Lejonqvist och Dino Jonsäter - Clara Sola – Marie-Hélène Dozo - Pleasure – Amalie Westerlin Tjellesen och Olivia Neergaard-Holm                                   | Bästa kostymdesign - Pleasure – Amanda Wing Yee Lee - Utvandrarna – Louize Nissen - Sagan om Karl-Bertil Jonssons julafton – Ingrid Sjögren                                             |
| Bästa ljuddesign - Clara Sola – Erick Vargas Williams, Valène Leroy, Charles De Ville och Aline Gavroy - Världens vackraste pojke – Brian Dyrby och Kristoffer Salting - Knackningar – Thomas Jæger                  | Bästa maskdesign - Pleasure – Erica Spetzig - Sagan om Karl-Bertil Jonssons julafton – Eros Codinas och Love Larson - Red Dot – Therese Sandersson                                      |
| Bästa originalmusik - Children of the Enemy – Lisa Nordström - Världens vackraste pojke – Anna von Hausswolff och Filip Leyman - Utvandrarna – Johan Söderqvist                                                      | Bästa produktionsdesign - Sagan om Karl-Bertil Jonssons julafton – Michael Higgins - Knackningar – Elle Furudahl - Pleasure – Paula Loos                                                |
| Bästa visuella effekter - Utvandrarna – Alex Hansson och Torbjörn Olsson - Sagan om Karl-Bertil Jonssons julafton – Martin Malmqvist - Clara Sola – Ronald Grauer                                                    | Bästa dokumentärfilm - Sabaya – Hogir Hirori - Children of the Enemy – Gorki Glaser-Müller - Lena – Isabel Andersson - Världens vackraste pojke – Kristina Lindström och Kristian Petri |
| Bästa kortfilm - Man med duvor – Lina Maria Mannheimer - Bad Lesbian – Simone Norberg - Du är alltid 20 – Christer Wahlberg                                                                                          | Bästa utländska film - Flykt – Jonas Poher Rasmussen - The Father – Florian Zeller - Nomadland – Chloé Zhao                                                                             |
| Hedersguldbaggen - Suzanne Osten | Gullspira - Johan Hagelbäck |

### Filmer med flera vinster
| Vinster | Film                                   |
| ------- | -------------------------------------- |
| 5       | Clara Sola                             |
| 3       | Pleasure                               |
| 3       | Sagan om Karl-Bertil Jonssons julafton |

### Filmer med flera nomineringar
| Nomineringar | Film                     |
| ------------ | ------------------------ |
| 9            | Clara Sola               |
| 7            | Pleasure                 |
| 7            | Utvandrarna              |
| 5            | Tigrar                   |
| 5            | Världens vackraste pojke |
| 3            | Children of the Enemy    |
| 3            | Knackningar              |
| 3            | Vinterviken              |
| 2            | Sabaya                   |